# I segreti dell'amore
I segreti dell'amore è l'ottavo album in studio del cantante napoletano Anthony, pubblicato nel 2013.

## Tracce
1. Pazza di me -  (F.Franzese, A.Ilardo)
2. Pe' vivere 'e te -  (F.Franzese, G.Arienzo)
3. Fuoco e fiamme -  (F.Franzese) - (feat. Stefania Lay)
4. N'ata guagliona -  (F.Franzese)
5. Ti Amo -  (F.Franzese, A.Ilardo)
6. Solo infatuazione -  (R.Armani)
7. Comm'aggia fà -  (Tony Colombo)
8. Nun to può spusà  -  (F.Franzese)
9. Io per riaverti -  (F.Franzese)
10. Nun può immaginà -  (Tony Colombo)
11. Lurdema lacrema -  (F.Franzese)
12. Amanti -  (A.Ilardi, A.Ilardo)
13. Maje -  (F.Franzese, A.Ilardo)
14. Quand o cor s'annammor